# Klemens Fischer

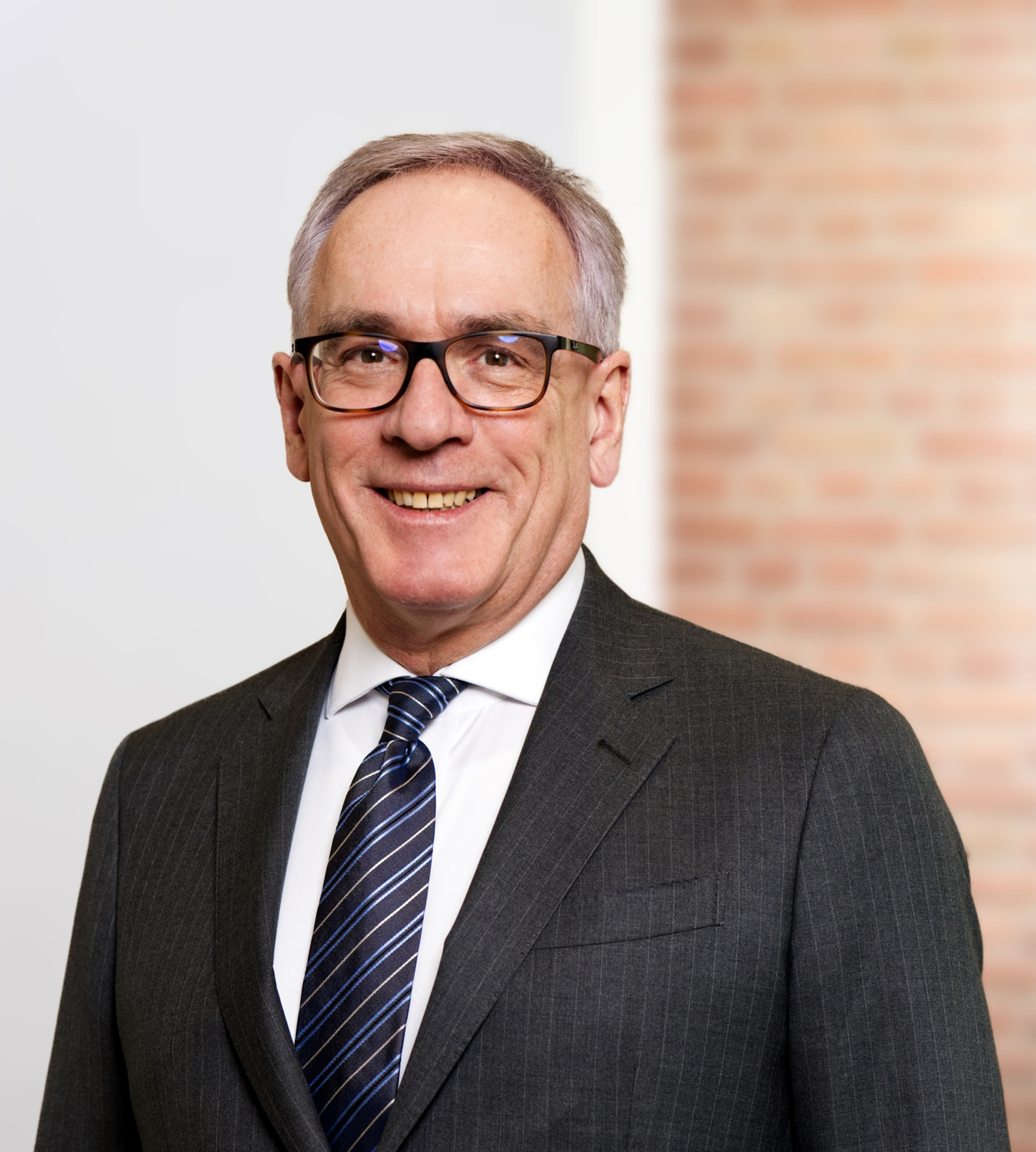
Klemens Fischer (2025)

Klemens H. Fischer (* 1964 in Linz, Österreich) ist Professor für Internationale Beziehungen und Geopolitik.

## Leben
Klemens H. Fischer studierte, nach Absolvierung der Offiziersausbildung im österreichischen Bundesheer, Rechtswissenschaften und Betriebswirtschaftslehre an der Joh.-Kepler-Universität Linz, an der er im Juli 1989 mit einer Dissertation in Völkerrecht promoviert wurde.

## Beruflicher Werdegang
Nach Tätigkeiten in der Privatwirtschaft wechselte Fischer in den öffentlichen Dienst. Er war von 1993 bis 2023 Angehöriger der österreichischen EU-Botschaft in Brüssel, zuletzt im Rang eines Gesandten und Abteilungsleiters. In dieser Zeit nahm er, unter anderem als Mitglied des österreichischen Beitrittsverhandlungsteams und der Gruppe der Regierungsvertreter für den Vertrag von Nizza, an entscheidenden Verhandlungen der europäischen Integration teil. Zwischen 2011 und 2022 war er Vorsitzender der Steering Group/EU High Level Governance Process. Auf Einladung der US-Regierung nahm er im Jahre 1997 am International Visitor Program der Vereinigten Staaten von Amerika teil.

## Wissenschaft und Forschung
Parallel zu seiner beruflichen Tätigkeit übernahm Fischer im Jahre 1997 einen ersten Lehrauftrag am Institut für Medien und Kommunikation an der Technischen Universität Berlin. 2001 wurde er als Lowder Visiting Executive an die Auburn University/College of Business eingeladen.
Von 1997 bis 2010 unterrichtete er am Institut für Politikwissenschaften an der Universität Siegen, an der er im Jahre 2006 in Politikwissenschaften mit einer venia legendi für Internationale Beziehungen habilitierte. Im Jahre 2008 folgte er einer Einladung der Universität zu Köln, an der er seither unterrichtet. Fischer war von 1999 bis 2004 Gastdozent an der Rotman School of Business der Universität Toronto, von 1999 bis 2022 an der European School of Management and Technology (ESMT) in Berlin, von 2013 bis 2016 am European Institute for Public Administration (EIPA), von 2003 bis 2015 am Institute for Management and Technological Training (POTHO) in Finnland und von 2017 bis 2021 an der Diplomatischen Akademie in Wien.
Fischer ist Mitglied am International Institute for Strategic Studies in London sowie Board Member und Senior Fellow am Austrian Institute for European and Security Policy in Wien.
Seit Oktober 2024 ist Fischer Vorsitzender des Fördervereins des Departments Politikwissenschaften an der Universität zu Köln.
Seit 8. Mai 2025 ist Fischer Mitglied des Kuratoriums des Kölner Forums für Internationale Beziehungen und Sicherheitspolitik e. V. (KFIBS).

## Veröffentlichungen
Fischer veröffentlicht zahlreiche Publikationen zu europäischem und internationalem Recht, internationalen Beziehungen und Lobbying. Im EU-Bereich veröffentlichte er unter anderem Kommentare zum Vertrag von Nizza, dem Konvent zur Zukunft Europas, dem Europäischen Verfassungsvertrag, dem Vertrag von Lissabon und der Entwicklung des europäischen Vertragsrechts sowie Lehrbücher zu EU Business Government Relations und EU-Lobbying.
Im Bereich der internationalen Beziehungen und Geopolitik gibt Fischer unter anderem eine mehrbändige Serie zur Zukunft der europäischen Sicherheitspolitik heraus und veröffentlicht Beiträge zur Stabilität der Sicherheits- und Verteidigungspolitik Europas sowie der Durchsetzbarkeit der Rechtsstaatlichkeit in internationalen Beziehungen. Die jüngste Veröffentlichung ist die englischsprachige (erweiterte) Ausgabe der Entwicklung des europäischen Vertragsrechts.

## Medienbeiträge
Fischer wird regelmäßig als Experte für internationale Beziehungen, Außen-, Sicherheits- und Geopolitik bei großen TV-Anstalten (PHOENIX, NTV, RTL), Rundfunkanstalten (BR24, Bayern 3, RBB Eins, SR Kultur) sowie Print- und Online-Medien (BLICK/CH, Focus Online, Tagesspiegel) eingeladen.

## Auszeichnungen
- 2006: Medaille für besondere Verdienste um Bayern in einem Vereinten Europa[11]
- 2008: Tiroler Adlerorden in Gold[12]
- 2014: Großes Ehrenzeichen für Verdienste um die Republik Österreich[13]
- 2015: Juniorlehrpreis der WiSo-Fakultät der Universität zu Köln für das „Seminar Außenpolitik - Außen- und Sicherheitspolitik im Vergleich: EU – USA – Russland – China“
- 2020: Großes Goldenes Ehrenzeichen des Landes Burgenland